# Wingfield (Wiltshire)
Wingfield è un piccolo villaggio e una parrocchia civile della contea del Wiltshire che si trova a ovest di Trowbridge e a sud di Bradford on Avon, Sud Ovest dell'Inghilterra, Regno Unito.

## Geografia

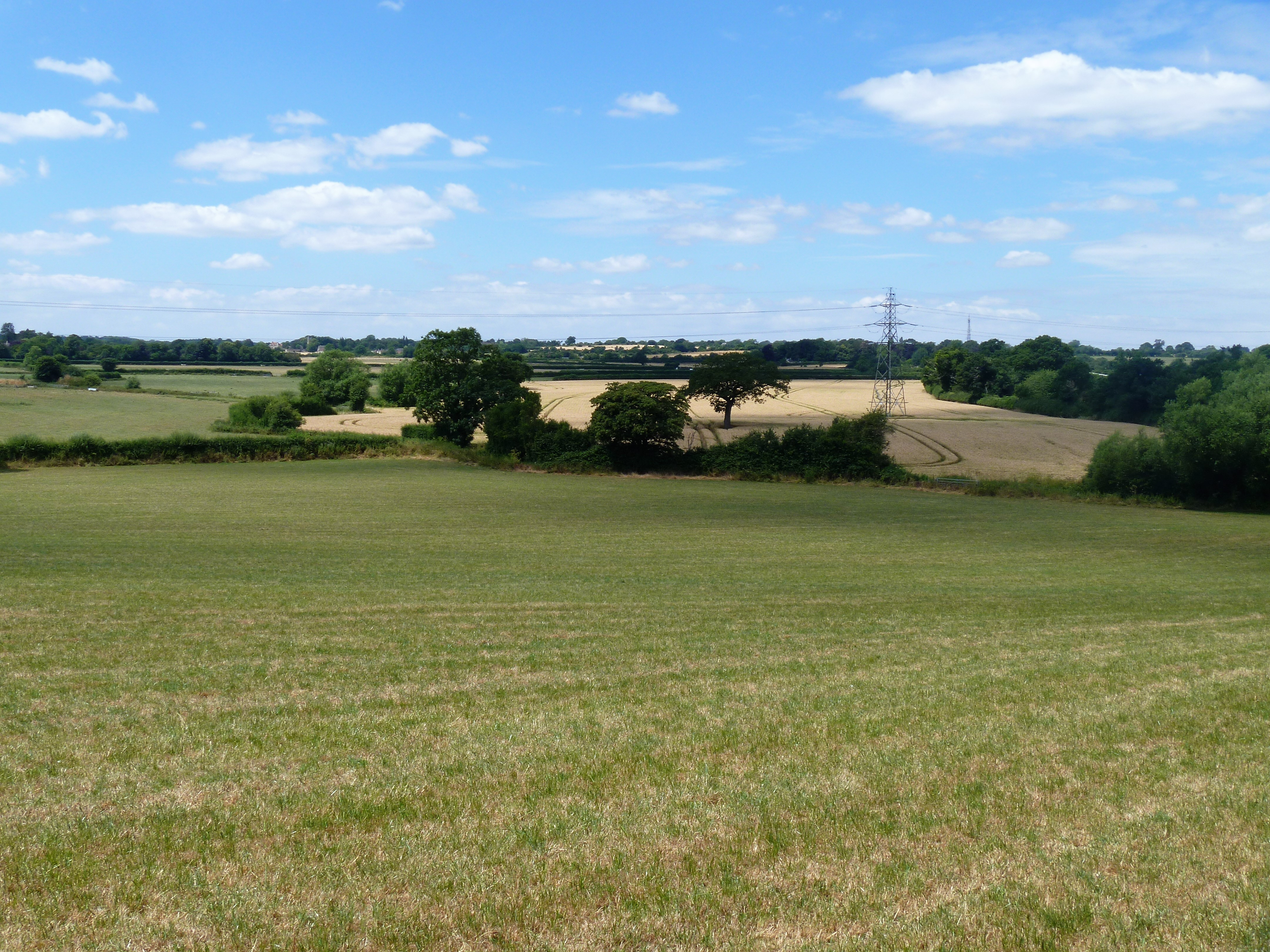
Tipico territorio agricolo di Wingfield

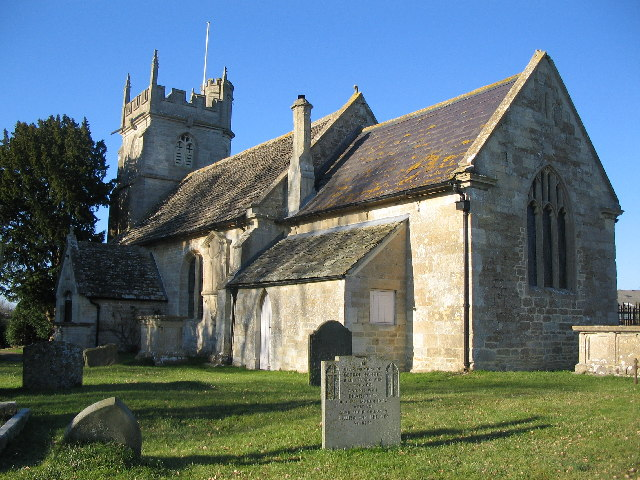
Chiesa di Santa Maria

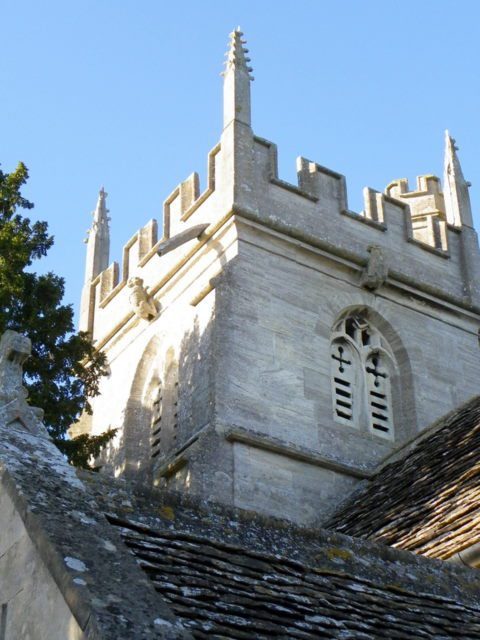
Particolare della torre merlata della chiesa di Santa Maria

Il territorio della parrocchia civile si trova nella regione di Oxford e Kimeridge Clay nel Wiltshire settentrionale e centro-occidentale. È delimitato a ovest dalle parrocchie di Tellisford e Farleigh Hungerford. Con il Divided Parishes Act del 1882 alcune parti di Wingfield furono trasferite alle parrocchie di Bradford, Westwood e Farleigh Hungerford. Nel 1884 una piccola parte staccata di Farleigh Hungerford fu aggiunta a Wingfield e una parte di Wingfield fu aggiunta alla parrocchia di Bradford. L'area è interessata da varie vie, come la strada secondaria da Bradford-on-Avon a Rode e la strada principale da Trowbridge a Farleigh Hungerford. Il fiume Swansbrook, un affluente del Biss, forma parte del confine orientale e meridionale di Wingfield, mentre il fiume Frome forma la maggior parte del confine occidentale. L'altezza del terreno nella parrocchia varia tra 150 e i 250 piedi sopra il livello del mare, la maggiore altezza si trova nel sud-ovest. Nel complesso si tratta di un'area di terreno pianeggiante su Oxford Clay, che si eleva a ovest su calcari del Giurassico medio più antichi.

## Storia
Il nome potrebbe derivare dal campo appartenuto a un antico e altrimenti sconosciuto colono sassone chiamato come Wine o Wina. A volte era scritto come Winfield o Winefield. La g nella forma recente del nome si è inserita in seguito. Un'altra versione, Winkfield o persino Winckfield, appare frequentemente fino al XIX secolo. Le prime forme scritte del nome sono Stanford, che significa guado pietroso. C'è un riferimento al sito in un documento del 954 col quale il re Edgar citava la vicina Westwood e i lterritori di Wingfield sembrano essere all'interno del Vill o Manor di Bradford che fu concesso da Æthelred II all'abbazia di Shaftesbury nel 1001, ma al tempo del Domesday Book nel 1086 risultava appartenere ad altri, in particolare fu dell'abbazia di Keynsham nel Somerset attorno al XIII secolo. Wingfield comprendeva una serie di piccoli manieri e tenute con storie tra loro diverse. In passato c'era un piccolo insediamento e un maniero a Rowley (noto anche come Wittenham), di cui sopravvivono tracce come terrapieni. Si spopolò con la crescita dell'importanza del castello di Farleigh e la parrocchia ecclesiastica di Rowley fu unita a Farleigh nel Somerset tramite un atto del Parlamento nel 1428, sebbene la terra stessa rimase nel Wiltshire come parte del Bradford Hundred fino al 1882. Wingfield sembra essere incluso nei confini della terra che fu data con il Manor of Bradford all'Abbazia di Shaftesbury nel 1001. Continuò a far parte del Hundred of Bradford, si trova ancora nella circoscrizione di Bradford South del Wiltshire Council e fa parte del recentemente creato Bradford on Avon Area Board. L'insediamento potrebbe essere nato originariamente intorno alla chiesa, che si trova alla fine di una strada che non porta da nessun'altra parte. Il resto sembra essere disposto attorno a una vasta area che in origine era terra comune, recintata nel 1822-3. Pomeroy fu menzionata nei confini di Bradford nel 1001 e in seguito divenne un maniero separato di appezzamenti di terra sparsi. Un'altra piccola tenuta chiamata Freshaw, da qualche parte a nord-est dell'incrocio, è completamente perduta. L'altro villaggio perduto di Wittenham, in precedenza una parrocchia separata, si trovava a Wingfield. Viene menzionato per la prima volta nei limiti della carta del 1001 ed è nominato in vari documenti fino al 1428. Dopo il 1300 circa il maniero di Wittenham è talvolta chiamato maniero di Rowley, con quel nome tuttavia non si trova nella Nomina Villarum. Nel 1412 c'è un riferimento al maniero di Wittenham e Rowley e da questo momento in poi si trovano le forme Wittenham alias Rowley e Rowley alias Wittenham, e anche la singola parola Wittenhamrowley. Dal 1450 circa la seconda di queste forme tende a soppiantare la prima, il che suggerisce che Rowley, se era un luogo separato, da allora divenne il più importante. Nel 1428 la parrocchia spopolata di Wittenham, alias Rowley, fu accorpata a Farleigh Hungerford, alla quale alcune parti sembrano già appartenere. Questa misura ebbe l'effetto di trasferire il villaggio per scopi parrocchiali alla diocesi di Bath e Wells. Da allora in poi fu associata dagli ufficiali fiscali ora a una frazione ora a un'altra. Nel 1508 Rowley comparve con Trowle davanti ai commissari di Array. Fu valutato con Trowle e Wingfield per il sussidio del 1569, con Wingfield per i sussidi dal 1629 al 1631 e 1642, e con Trowle per la valutazione mensile del 1645. La scarsa importanza del villaggio rese inevitabile un raggruppamento di questo tipo. Non è rimasta traccia di Wittenham sulla mappa, ma c'è un Rowley Copse a Farleigh Hungerford.

## Monumenti e luoghi d'interesse
Nel territorio di Wingfield sono presenti vari luoghi d'interesse:
- Chiesa di Santa Maria. Chiesa parrocchiale anglicana. La ricostruzione del presbiterio del XV secolo è stata realizzata nel XVIII secolo. Si presenta in calcare lavorato e bugnato, col tetto della navata in ardesia e il tetto del presbiterio in ardesia gallese. La torre merlata è posta a occidente ed è l'unica parte medievale rimasta della chiesa, con finestre della cella campanaria in pietra traforata. La navata ha un portico a sud del XIX secolo con doppie porte a costoloni. Il presbiterio ha una finestra a est a tre luci e nessuna finestra a nord o a sud. La torre del XV secolo si presenta a tre livelli con contrafforti diagonali. Appartiene alla diocesi di Salisbury e dal 13 novembre 1962 è un monumento classificato di secondo grado per il suo particolare interesse storico e architettonico. L'ex canonica, accanto alla chiesa, fu in gran parte ricostruita tra il 1797 e il 1819 e fu venduta nel 1969 come casa privata.[5][6][7]
- Wingfield Church Farm si trova un po' a ovest della chiesa. L'edificio originale, costruito a metà del XVI secolo, aveva una forma a L. Il braccio lungo della L correva da est a ovest e il braccio corto si univa al braccio lungo all'estremità est. Nel XVII secolo furono aggiunte due ali sporgenti a sud. Le finestre originali del blocco est-ovest furono portate in avanti e inserite in queste sporgenze. Nello stesso periodo il braccio nord-sud fu ampliato e fu aggiunto un ingresso a portico al centro della facciata est. Questo portico è della metà del XVI secolo e fu probabilmente preso dal blocco est-ovest. Ha un arco a quattro centri modanato, testa quadrata, cappuccio con fermi a forma di diamante e pennacchi contenenti scudi. Sullo scudo di sinistra sono state aggiunte le iniziali C.P.M. e sullo scudo di destra la data 1630. L'interno è stato modernizzato ma conserva un camino in pietra del XVI secolo e una serie di porte a pannelli in quercia del XVII secolo con solide cornici modanate e le loro cerniere originali. Oltre l'estremità occidentale del fronte sud si estende una porta molto simile al portico, il che sembra indicare che l'edificio originale è stato accorciato.. La grande fattoria, in pietrisco, con tetto a due falde, con finestre a bifora in pietra sotto archi di scarico, è datata 1636, ma il suo nucleo è una casa a sala di fine XV secolo. Gli edifici attorno al cortile della fattoria non hanno più funzioni agricole, ma sono stati convertiti in abitazioni.[7]
- Wingfield House fu iniziata nel XVIII secolo, ma la maggior parte di ciò che si può vedere è in stile gotico del XIX secolo. Le estensioni furono realizzate per la famiglia Caillard, che fu la più grande proprietaria terriera. Venne utilizzata come ospedale della Croce Rossa durante la prima guerra mondiale. Nel 1935 Bernard Caillard e sua moglie la donarono alla Waifs & Strays Society in memoria della figlia Margaret, morta a 20 anni. La Margaret Caillard Memorial Home for Boys ospitò 30 ragazzi, ma durò solo fino al 1938 e la casa fu requisita, di nuovo, dall'esercito durante la seconda guerra mondiale. La casa e le sue dipendenze dopo la guerra furono divise in quattro proprietà residenziali.[7]
- Wingfield Green, o semplicemente The Green, un tempo chiamata Trowle House. Costruito nel XVII secolo e appartenuto alla famiglia Wadman fino al 1806. Fu la casa di John Bayfield Clark, un produttore di tessuti di lana di Trowbridge, dal 1854 fino alla sua morte nel 1898.[7]
- Wingfield Court era una nuova costruzione su un sito verde alla fine degli anni venti, progettata da Sir George Oatley e dal cognato George Churchus Lawrence, architetti della Bristol University e di molti altri edifici a Bristol.[7]
- Shrapnel shell, cancello di Midway Manor. Si trova a nord di Wingfield, a metà strada per Bradford, Midway Manor. I pilastri del cancello sono sormontati da quattro palle di cannone che rappresentano i proiettili esplosivi inventati dal generale Henry Shrapnel, che vi abitò. I pilastri del cancello sono anche scolpiti con i proiettili e con i nomi delle battaglie vinte.[7]
- Stowford, nel nord-ovest della parrocchia, è un borgo di vecchi edifici con modifiche realizzate dagli anni ottanta del XX secolo. La fattoria di Stowford, nota come Stowford Manor, ha origini del XV secolo con aggiunte Tudor e successive. Un mulino alimentato dal fiume Frome era utilizzato per la follatura dei panni e affittato all'Abbazia di Keynsham nel Medioevo, fu ricostruito negli anni quaranta del XIX secolo e convertito per la macinazione del mais e poi è divenuto un locale per affitti brevi.[7]